# Danny Ross
Danny Ross (* vor 1956; † 1995) war ein US-amerikanischer Country-Musiker und Labelbesitzer.

## Leben
Ross gründete 1956 zusammen mit seinem Bruder Minor das Plattenlabel Minor Records in Houston, Texas. Ross’ erste Single You’re The One / I Believe You’re True erschien Mitte des Jahres auf Minor, der jedoch kein großer Erfolg vergönnt war. In den nächsten Jahren nahm Ross weitere Platten bei Minor auf, von denen die Single Someone sein größter Erfolg wurde und viel Airplay bekam. Nach dem Song benannte er auch seine Band, die Someones. Ende der 1950er und Anfang der 1960er Jahre war Ross Mitglied der Town & Country Show aus Houston und stand für D Records unter Vertrag.
1967 wurde Minor geschlossen und Ross spielte in den 1970er Jahren einige Alben für Stoneway ein. Er starb 1995.

## Diskografie

### Singles
Diskografie ist nicht vollständig.
| Jahr      | Titel                                            | Label #   |
| --------- | ------------------------------------------------ | --------- |
| 1956      | You’re the One / I Believe You’re True           | Minor 102 |
| 1957/1958 | Look at You Go / Gold Digger                     | Minor 107 |
| 1959      | The Last Town I Painted / You Finally Walked Out | Minor 113 |
| 1959      | The Last Town I Painted / You Finally Walked Out | D 1096    |
| 1960      | The Things I Can' Change / Jose                  | D 1134    |
|           | Someone /?                                       | Minor     |

### Alben
- 1972: Flattop Guitar Man (Stoneway)
- 1972: Flattop Pickin’ (Stoneway)
- 1972: Danny on Nylon (Stoneway)